# Hispano-Suiza 12M
L'Hispano-Suiza 12M era un motore aeronautico a 12 cilindri a V, raffreddato a liquido. Fu prodotto in Francia dall'azienda franco-spagnola Hispano-Suiza a partire dal 1927 e diede origine al successivo "12X" secondo una precisa scelta strategica del produttore che seguiva l'idea di progressivi sviluppi senza drastiche rivoluzioni tra un modello e il successivo.

## Storia del progetto
Nel primo dopoguerra, la produzione di motori da parte della Hispano-Suiza, fu incentrata su modelli di chiara derivazione dal V-8 Hispano-Suiza 8 risalente al periodo bellico. Il biennio 1927-8 vide l'introduzione di quattro motori completamente nuovi, due V-12 e due con sei cilindri in linea. L'Hispano-Suiza 12M, identificato con la denominazione interna alla fabbrica come "Tipo 57", era il più piccolo dei V-12, con una cilindrata di 27,0 l, affiancato l'anno successivo dal modello "12N", con cilindrata di 36,0 l con il quale condivideva numerose soluzioni. 
Il 12M era un motore a V di 60° con carburatori, prese d'aria e scarichi disposti sulle facce esterne delle bancate. Erano presenti tre carburatori per bancata, ciascuno ad alimentare un paio di cilindri. Gran parte della nuova tecnologia era nel design del cilindro: nel 12M il progettista svizzero Marc Birkigt introdusse la novità delle camicie bagnate, un'innovazione (ripresa dal motore automobilistico Hispano) che portava l'acqua di raffreddamento a diretto contatto con la canna del cilindro, realizzata in acciaio.
Questo tipo di realizzazione ha migliorato il raffreddamento, semplificato le procedure di montaggio e consentito di realizzare cilindri di maggiori dimensioni senza aumentare lo spessore delle loro pareti. Le canne dei cilindri erano aperte in alto e in basso e filettate per essere avvitate nel blocco solo vicino alla parte superiore, con le sedi delle valvole rettificate nella testata del cilindro, realizzata in alluminio. L'estremità inferiore della canna si estendeva nel carter, semplificandone sia la fabbricazione che il montaggio. Blocco motore e basamento venivano poi imbullonati insieme. 

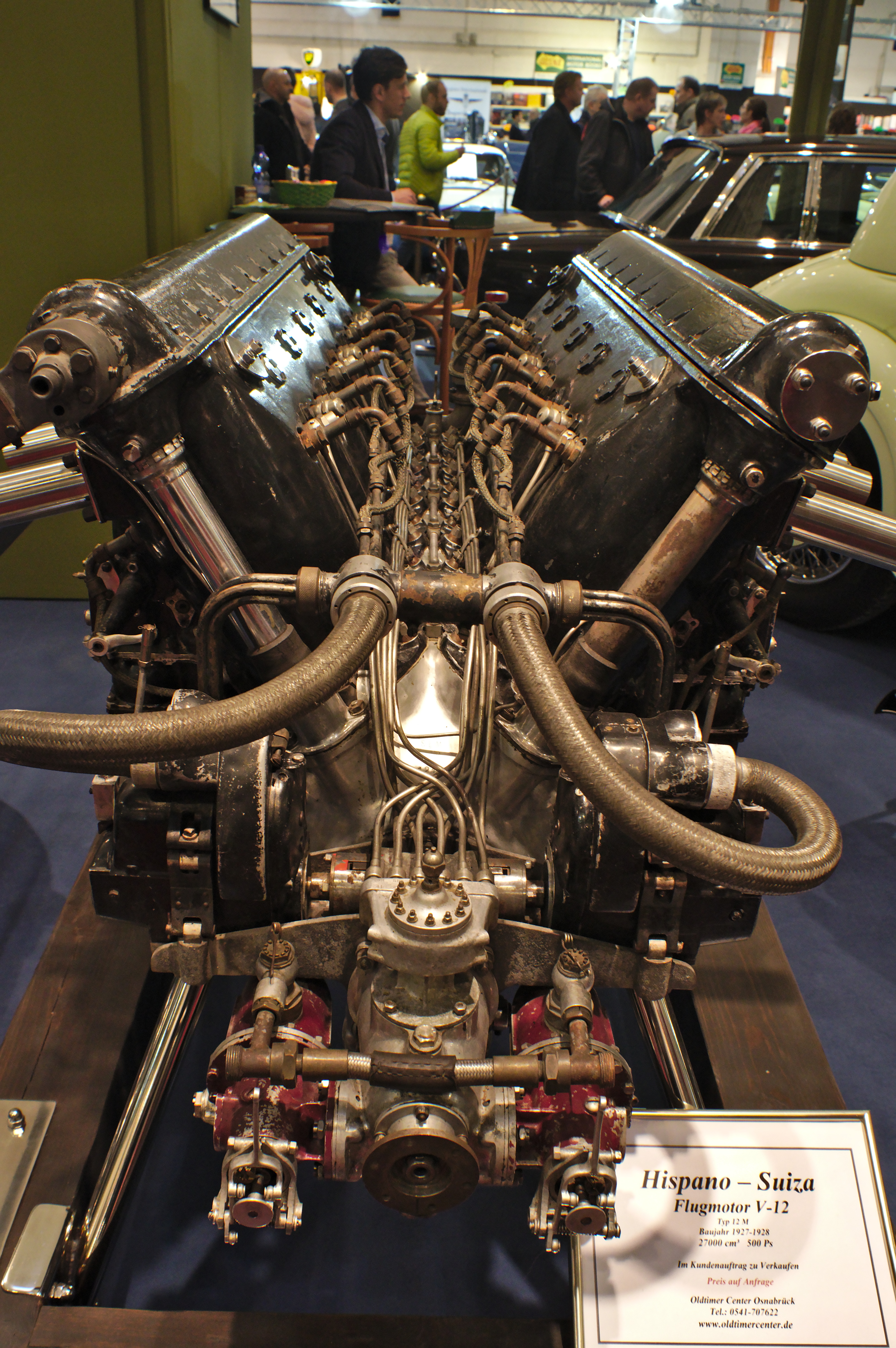
Un esemplare del motore 12M esposto alla fiera Techno-Classica di Essen nel 2018.

Il motore 12M è stato il primo motore aeronautico sul quale è stato impiegato il processo di indurimento della superficie mediante nitrurazione a gas delle pareti dei cilindri, processo che ridusse sia l'usura che il consumo di olio. Allo stesso tempo fu introdotto un nuovo metodo, complicato ma efficace, di raffreddamento dei supporti di banco, migliorando il flusso di lubrificante senza richiedere  velocità di funzionamento della pompa dell'olio particolarmente elevate.
Il progetto prevedeva che gli ingranaggi epicicloidali potessero essere aggiunti o rimossi rapidamente e su alcuni modelli veniva proposto il cambio di velocità, come dotazione di serie; allo stesso tempo erano previste varianti dotate di riduttori realizzati dalla Farman, che aggiungevano circa 45 kg al peso originario.
La prima versione commerciale del 12M fu la 12Mb del 1929. Questo aveva un rapporto di 6,2 e una potenza massima di  432 kW (587 CV) a una velocità di 2100 giri/min. La denominazione della variante dotata di riduttore divenne 12Mbr. Entrambi avevano carter in alluminio ma il modello successivo, il 12Mc del 1930, sostituì l'alluminio con l'Elektron, utilizzato anche in altri componenti precedentemente in alluminio. Sebbene piuttosto fragile, il metallo Elektron ha solo 2/3 della densità dell'alluminio per cui fu possibile ottenere una riduzione di peso di 20 kg tra la variante 12Mb e la nuova 12Mc. La 12Mc aveva anche un rapporto di compressione aumentato a 7,0, ed era in grado di erogare la potenza di 478 kW (650 CV). Il successivo modello 12Md mantenne i componenti metallici in Elektron ma fu riportato al rapporto di compressione pari a 6,2 del 12Mb. Sia la 12Mc che la 12Md avevano versioni dotate di riduttore, rispettivamente la 12Mcr e la 12Mdr. 
La variante 12Mc è stato un primo esempio di tentativo di risolvere il problema della diminuzione della potenza del motore con l'aumentare dell'altitudine: fu progettato per funzionare con combustione magra al livello del mare e sviluppava la sua potenza massima solo a 2000 m di quota. Nell'ultima variante del modello, la 12Mdsh realizzata nel 1932, questo problema fu affrontato in modo diverso; fu il primo motore Hispano-Suiza ad essere sovralimentato, mediante una turbina "Rateau". Sviluppava 477 kW (649 CV) a 2250 giri/min e a 2950 m di quota. I test furono effettuati con un Dewoitine D.32 e dimostrarono che il motore era in grado di mantenere la potenza fino a 5500 m di quota. La serie 12M fu in seguito sviluppata nel motore sovralimentato 12X (Tipo 72), versione introdotta partire dal 1931.

## Impiego operativo
Il governo svizzero, mediante il KTA (Kriegstechnischen Abteilung, Dipartimento tecnico di guerra) acquistò la licenza di costruzione per il 12Mb e nel 1932 ne furono costruite sessanta unità nello stabilimento Schweizerische Lokomotiv- und Maschinenfabrik. 
Il Blériot-SPAD S.91-7, alimentato da un motore 12Mc, ottenne il record su circuito chiuso di 500 km, completando la prova alla media di 308,78 km/h il 2 giugno 1932.

## Varianti
Elenco da Hispano Suiza in aeronautics.
12 Mb / 500
Rapporto di compressione 6,2 Potenza nominale 428 kW (582 CV) a 2000 giri/min.
12 Mbr / 500
Rapporto di compressione 6,2. Potenza nominale 421 kW (572 CV) a 2000 giri/min; variante del 12Mb ma dotata di riduttore Farman.
12Mc / 500
Rapporto di compressione 7,0. Potenza nominale 477 kW (649 CV) a 2200 giri/min. Basamento e altri componenti realizzati in Elektron.
12Mcr / 500
Come il 12Mc, ma con riduttore Farman.
12Md
Rapporto di compressione 6,2. Potenza nominale 428 kW (582 CV) a 2100 giri/min. 428 kW (575 CV) a 2 100 giri/min. Anche in questo caso il basamento e altri componenti erano realizzati in Elektron.
12Mdr
Come il 12Md ma con riduttore Farman.
12Mdsh
Potenza nominale 477 kW (649 CV) a 2250 giri/min e a 2950 m di quota. Prima versione sovralimentata.

## Velivoli utilizzatori
Elenco tratto da "Hispano-Suiza... Gnome & Rhône «De la victoire à la défaite»", tranne dove indicato diversamente.
- Amiot 110
- Blériot-SPAD 91-4, 91-6,91-7
- CAMS 54GR
- Dewoitine D.27
- Dewoitine D.32
- Dewoitine D.530
- Dewoitine D.531
- Gourdou Leseurre GL 480 progetto
- Latécoère 38.0
- H-191, H-193 HS, H-195
- Lioré et Olivier LeO 252, 235, 234, 236
- Potez 31
- Nieuport-Delage NiD-622, NiD-629[7]
- Wibault 8 Simoun
- Wibault 210

### Annotazioni
1. ↑  Dal nome dell'ingegnere francese Auguste Rateau; si tratta di un particolare tipo di turbina, a salti di pressione e costituita essenzialmente da alcuni stadi disposti in serie

### Fonti
1. ↑  Breton, 2015, pp. 25-26.
2. ↑  Breton, 2015, p. 8.
3. 1 2 3 4 5  Lage, Sanchez-Renedo e Viejo, 2003, pp. 135-143, 484.
4. 1 2  Lage, Sanchez-Renedo e Viejo, 2003, pp. 177, 484.
5. ↑  Lage, Sanchez-Renedo e Viejo, 2003, pp. 147, 177-81.
6. ↑  Breton, 2015, p. 25.
7. ↑  Taylor, 1989, p. 699.